# Parlement de Finlande
39e législature
Diète
Palais du Parlement
Le Parlement de Finlande (en finnois : Suomen eduskunta ˈsuo̯men ˈeduskuntɑ ; en suédois : Finlands riksdag ˈfinlɑnds ˈriksdɑː(ɡ)) est l'institution monocamérale exerçant le pouvoir législatif de la république de Finlande. Il compte 200 députés et siège au palais du Parlement à Helsinki, la capitale du pays.

## Histoire

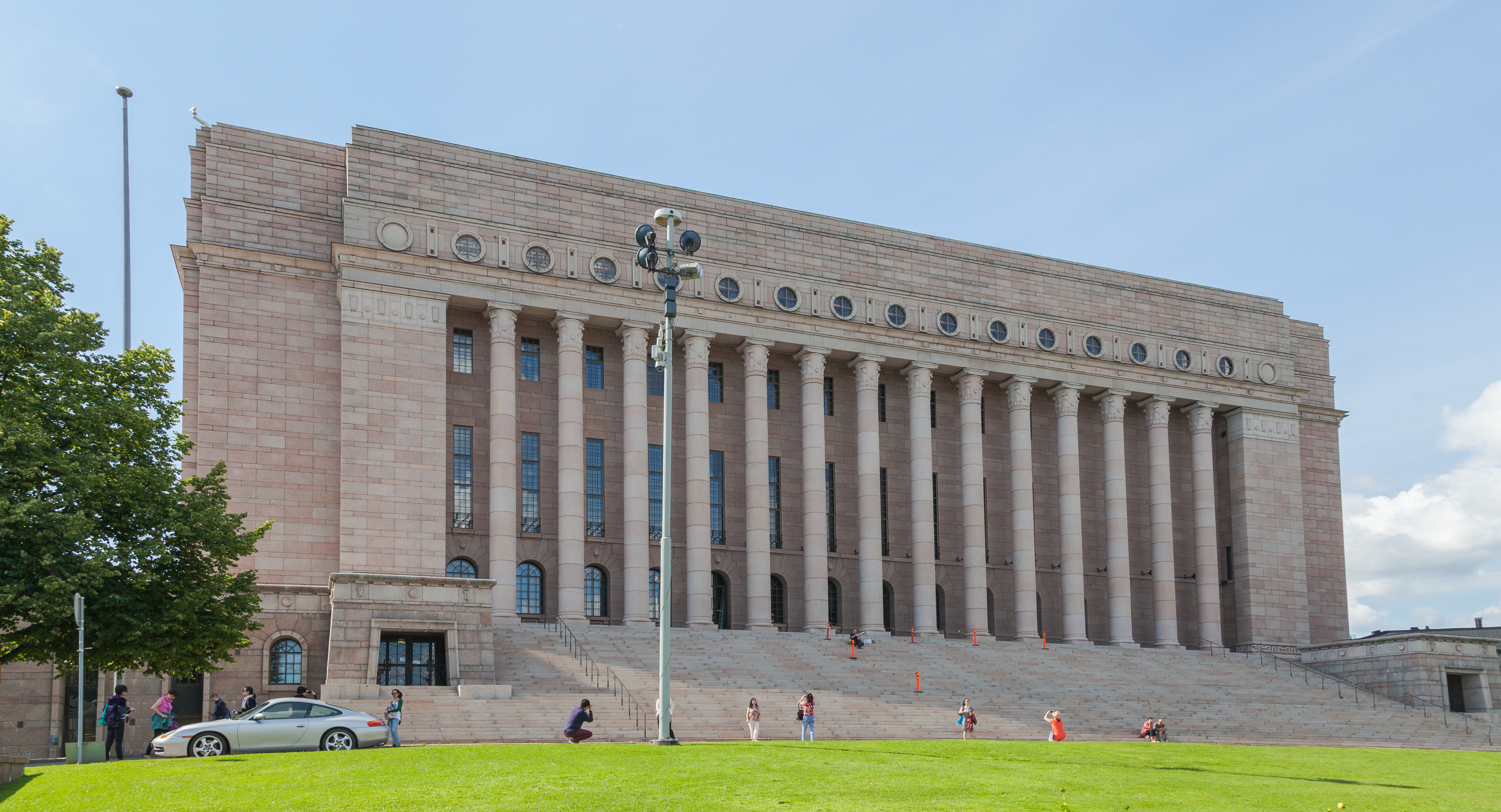
Le Palais du Parlement (Eduskuntatalo), siège de l'assemblée.

Quand le Parlement de Finlande est créé, en 1906, la Finlande n'était qu'un grand-duché autonome appartenant à l'Empire russe. Auparavant, il existe une Diète de Finlande qui succède au Riksdag des États en 1809 à la suite de l'intégration de la Finlande dans l'Empire russe, alors possession du royaume de Suède.
Le palais du Parlement (en finnois : Eduskuntatalo ; en suédois : Riksdagshuset) est dessiné par Johan Sigfrid Sirén et est achevé en 1931.
Le terme finnois Eduskunta signifie littéralement « Assemblée des représentants ». En suédois, le nom utilisé est Riksdag « Diète nationale », identique à celui du royaume de Suède.

## Constitution
La loi constitutionnelle dite « Forme de gouvernement de la Finlande » du 17 juillet 1919, rappelé par la constitution du 1er janvier 2000, déclare que la Finlande est une république souveraine dans laquelle le pouvoir appartient au peuple qui l'exerce par l'entremise de ses mandataires au Parlement,.
La représentation proportionnelle est adoptée dans le pays dès 1906. Depuis les élections de 2023, 10 partis ont au moins un député au Parlement, pour 200 sièges au total.
Tous les Finlandais de plus de 18 ans peuvent voter et être éligibles à l'exception du personnel militaire en service et de quelques officiers judiciaires,. La durée du mandat est de quatre ans — il était de trois ans jusqu'en 1954 — cependant le président de la République peut dissoudre le Parlement sur initiative du Premier ministre et après consultation du président du Parlement et des groupes parlementaires et ainsi demander des élections anticipées.
Les lois sont discutées sur proposition du gouvernement ou des parlementaires.

## Système électoral
Le Parlement de Finlande compte 200 députés, dont 199 pourvus au scrutin proportionnel suivant la méthode D'Hondt dans douze circonscriptions électorales de 7 à 36 députés selon leur population. Les électeurs ont également la possibilité d'exprimer un vote préférentiel pour un candidat sur la liste pour laquelle ils votent, les sièges obtenus par chaque liste étant par la suite d'abord attribués aux candidats ayant recueilli le plus grand nombre de suffrages en leur nom. Le député restant est élu au scrutin uninominal majoritaire à un tour par les résidents des îles Åland.

### Circonscriptions
| No | Districts           | Sièges | File:Suomen vaalipiirit 2013.png |
| -- | ------------------- | ------ | -------------------------------- |
| 1  | Helsinki            | 23     | File:Suomen vaalipiirit 2013.png |
| 2  | Uusimaa             | 37     | File:Suomen vaalipiirit 2013.png |
| 3  | Finlande-Propre     | 17     | File:Suomen vaalipiirit 2013.png |
| 4  | Satakunta           | 8      | File:Suomen vaalipiirit 2013.png |
| 5  | Åland               | 1      | File:Suomen vaalipiirit 2013.png |
| 6  | Häme                | 14     | File:Suomen vaalipiirit 2013.png |
| 7  | Pirkanmaa           | 20     | File:Suomen vaalipiirit 2013.png |
| 8  | Finlande du Sud-Est | 15     | File:Suomen vaalipiirit 2013.png |
| 9  | Savonie-Carélie     | 15     | File:Suomen vaalipiirit 2013.png |
| 10 | Vaasa               | 16     | File:Suomen vaalipiirit 2013.png |
| 11 | Finlande centrale   | 10     | File:Suomen vaalipiirit 2013.png |
| 12 | Oulu                | 18     | File:Suomen vaalipiirit 2013.png |
| 13 | Laponie             | 6      | File:Suomen vaalipiirit 2013.png |

## Présidence
Le président du Parlement dirige le Parlement.
Élu par ses pairs lors de la première session de chaque année, il préside les séances, les débats parlementaires, et représente le Parlement à chaque occasion, comme lors de cérémonies officielles.
Il s'agit du troisième personnage de l'État derrière le président de la République et le Premier ministre.

## Composition

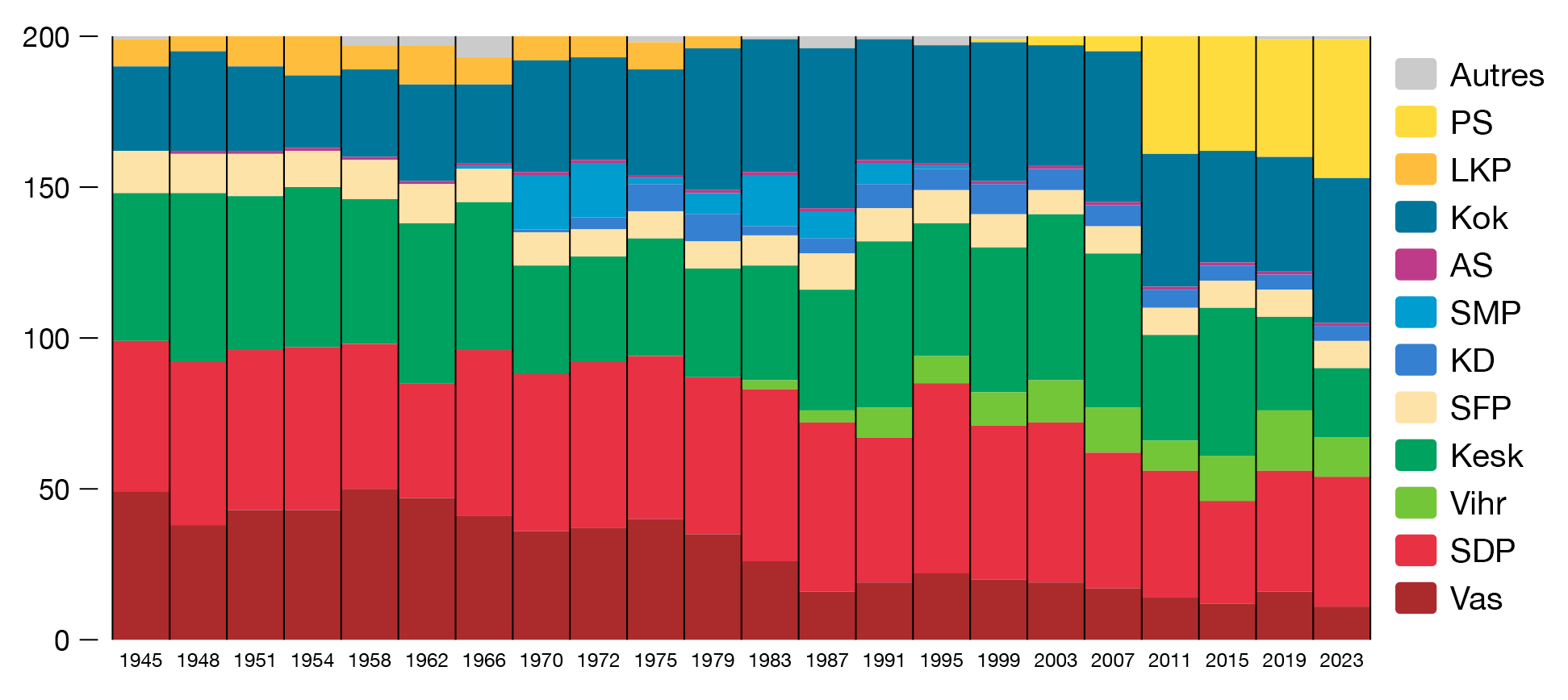
Évolution des partis au Parlement de Finlande de 1945 à 2023

| Élections | ML Kesk | SDP | Kok | SFP | SKDL Vas | SMP | SKL KD | Vihr | PS | KEP SKP LKP | AS | Autres | Total |
| --------- | ------- | --- | --- | --- | -------- | --- | ------ | ---- | -- | ----------- | -- | ------ | ----- |
| 1945      | 49      | 50  | 28  | 14  | 49       | -   | -      | -    | -  | 9           | -  | 1      | 200   |
| 1948      | 56      | 54  | 33  | 13  | 38       | -   | -      | -    | -  | 5           | 1  | -      | 200   |
| 1951      | 51      | 53  | 28  | 14  | 43       | -   | -      | -    | -  | 10          | 1  | -      | 200   |
| 1954      | 53      | 54  | 24  | 12  | 43       | -   | -      | -    | -  | 13          | 1  | -      | 200   |
| 1958      | 48      | 48  | 29  | 13  | 50       | -   | -      | -    | -  | 8           | 1  | 3      | 200   |
| 1962      | 53      | 38  | 32  | 13  | 47       | 0   | -      | -    | -  | 13          | 1  | 3      | 200   |
| 1966      | 49      | 55  | 26  | 11  | 41       | 1   | -      | -    | -  | 9           | 1  | 7      | 200   |
| 1970      | 36      | 52  | 37  | 11  | 36       | 18  | 1      | -    | -  | 8           | 1  | -      | 200   |
| 1972      | 35      | 55  | 34  | 9   | 37       | 18  | 4      | -    | -  | 7           | 1  | -      | 200   |
| 1975      | 39      | 54  | 35  | 9   | 40       | 2   | 9      | -    | -  | 9           | 1  | 2      | 200   |
| 1979      | 36      | 52  | 47  | 9   | 35       | 7   | 9      | -    | -  | 4           | 1  | -      | 200   |
| 1983      | 38      | 57  | 44  | 10  | 26       | 17  | 3      | 3    | -  | -           | 1  | 1      | 200   |
| 1987      | 40      | 56  | 53  | 12  | 16       | 9   | 5      | 4    | -  | -           | 1  | 4      | 200   |
| 1991      | 55      | 48  | 40  | 11  | 19       | 7   | 8      | 10   | -  | -           | 1  | -      | 200   |
| 1995      | 44      | 63  | 39  | 11  | 22       | 1   | 7      | 9    | -  | -           | 1  | 1      | 200   |
| 1999      | 48      | 51  | 46  | 11  | 20       | -   | 10     | 11   | 1  | -           | 1  | 1      | 200   |
| 2003      | 55      | 53  | 40  | 8   | 19       | -   | 7      | 14   | 3  | -           | 1  | -      | 200   |
| 2007      | 51      | 45  | 50  | 9   | 17       | -   | 7      | 15   | 5  | -           | 1  | -      | 200   |
| 2011      | 35      | 42  | 44  | 9   | 14       | -   | 6      | 10   | 39 | -           | 1  | -      | 200   |
| 2015      | 49      | 34  | 37  | 9   | 12       | -   | 5      | 15   | 38 | -           | 1  | -      | 200   |
| 2019      | 31      | 40  | 38  | 9   | 16       | -   | 5      | 20   | 39 | -           | 1  | 1      | 200   |
| 2023      | 23      | 43  | 48  | 9   | 11       | -   | 5      | 13   | 46 | -           | 1  | 1      | 200   |